# Émile Crampes
Émile Crampes (né le 5 février 1900 à Lau-Balagnas (Hautes-Pyrénées) et décédé le 27 septembre 1972 à Pau (Pyrénées-Atlantiques) est un joueur et entraineur français de rugby à XV, ayant évolué avec la Section paloise. Demi de mêlée, Crampes est champion de France avec la Section en 1928,. Il formait avec Robert Sarrade, demi d'ouverture, une charnière remarquée dans le monde du rugby à XV des années 30. Crampes est mécanicien à Pau.
Crampes devient entraineur de la Section en 1943.

## Biographie

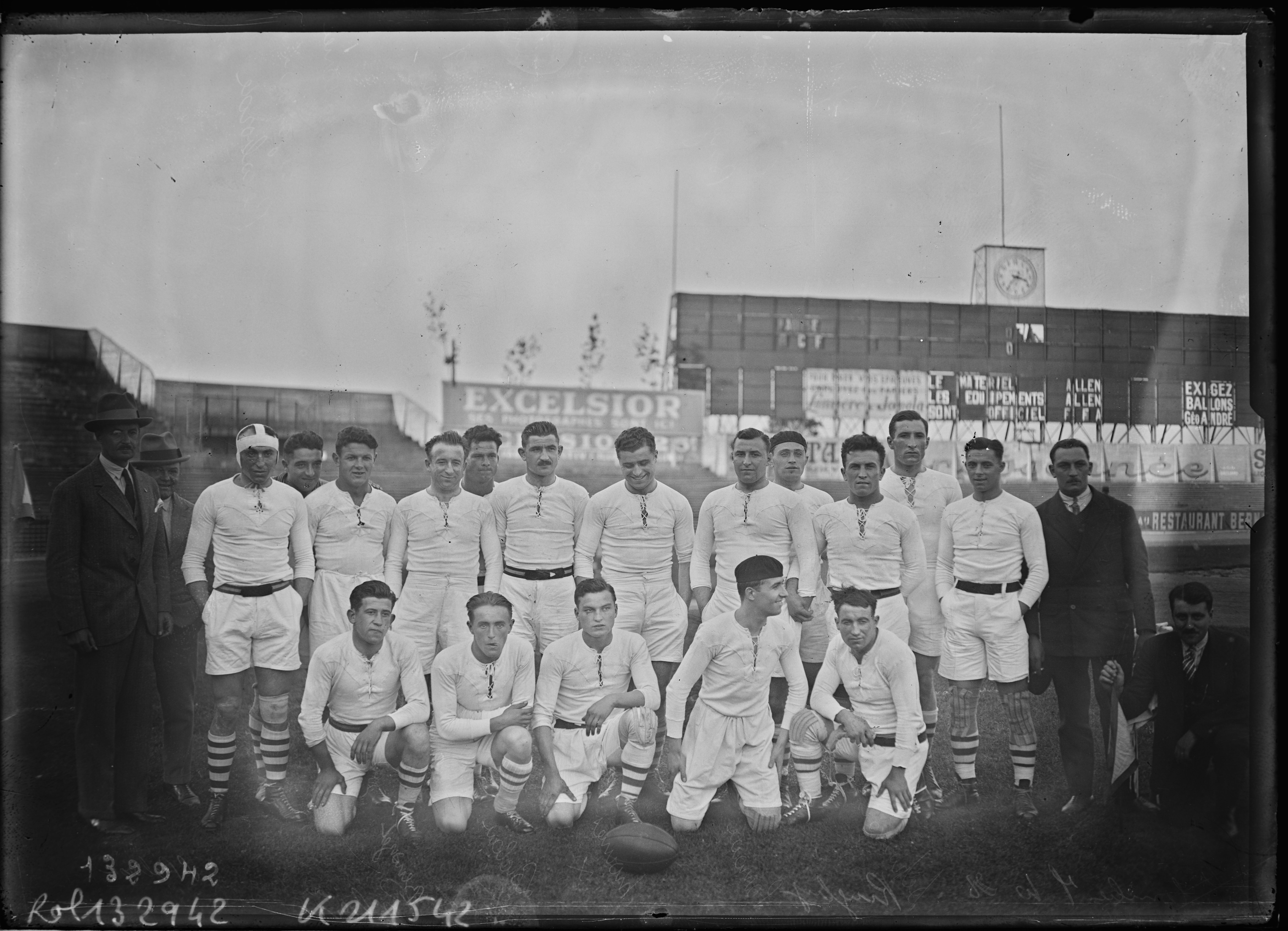
Crampes, debout et 4e à gauche, au stade de Colombes avec la Section paloise, le 7-10-1928.

Rugbyman à la Section paloise avec laquelle il remporta le premier titre de champion de France en 1928 à Bordeaux, battant en finale Quillan par 6 a 4, et demi de mêlée brillant, Crampes axait tout son jeu sur le collectif et formait avec Robert Sarrade une remarquable paire de demis. Il aurait sans doute mérité aux environs de 1928 une reconnaissance internationale. En 1943, il devient entraineur de la Section paloise.